# Emblyna stulta
Emblyna stulta là một loài nhện trong họ Dictynidae.
Loài này thuộc chi Emblyna. Emblyna stulta được Willis J. Gertsch & Mulaik miêu tả năm 1936.